# Metacrangon jacqueti
Metacrangon jacqueti is een garnalensoort uit de familie van de Crangonidae. De wetenschappelijke naam van de soort werd in 1881 voor het eerst geldig gepubliceerd door Alphonse Milne-Edwards.